# Naturschutzgebiet Untere Havel Nord

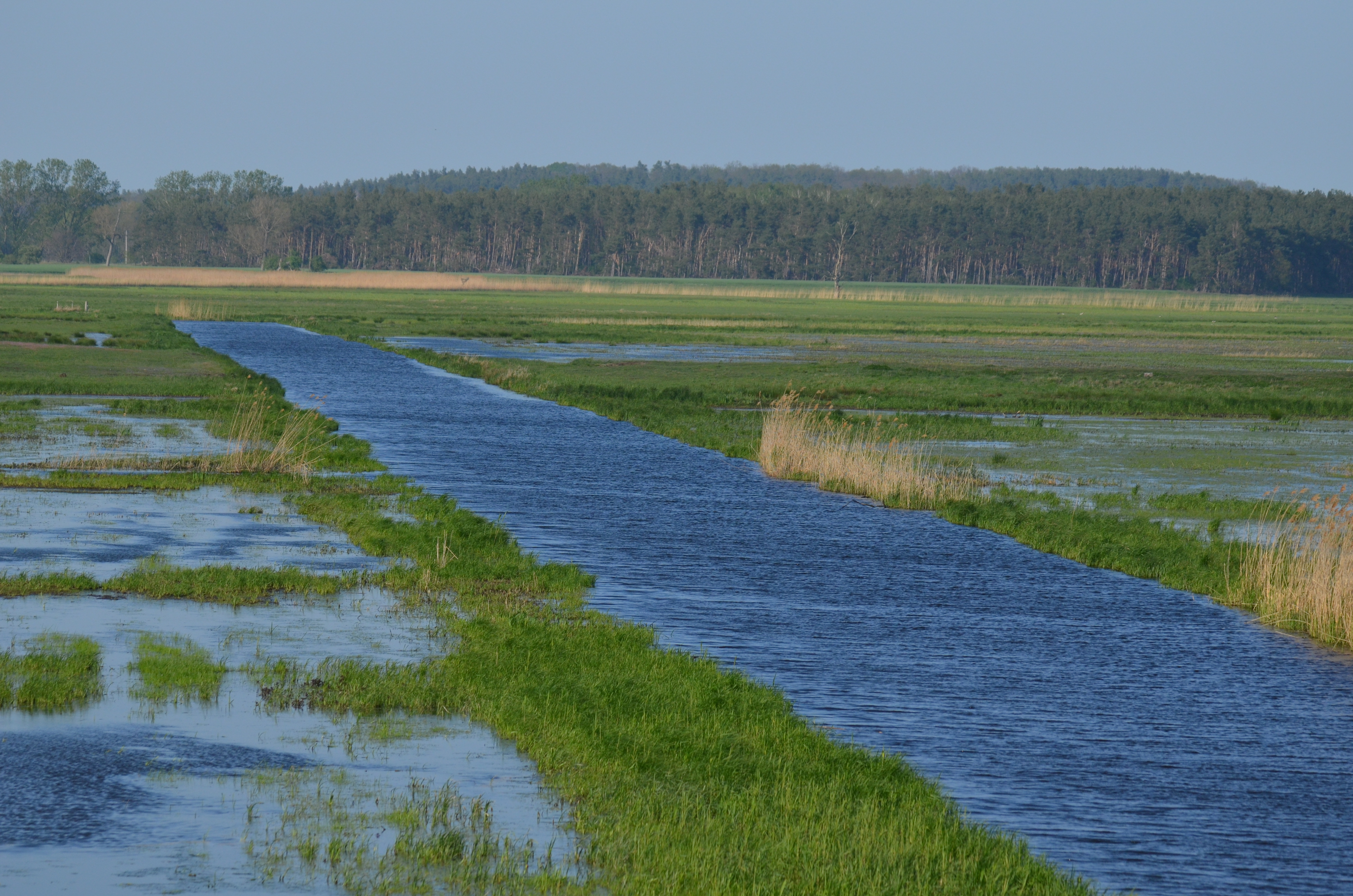
Graben im Naturschutzgebiet

Das Naturschutzgebiet Untere Havel Nord liegt auf dem Gebiet des Landkreises Havelland in Brandenburg.
Das 4706,81 ha große Naturschutzgebiet, das mit Verordnung vom 28. Mai 2004 unter Naturschutz gestellt wurde, erstreckt sich entlang der Havel südlich der Dosse im Norden und der Stadt Rathenow im Süden. Es liegt auf dem Gebiet der Gemeinden Havelaue, Rathenow und Seeblick. Das Hauptgebiet liegt südlich des Gülper Sees, ein Teil liegt aber auch noch westlich und nordwestlich dieses Sees.
Die Landesstraße L 17 führt in West-Ost-Richtung durch das Naturschutzgebiet hindurch. Mitten im Gebiet liegt die Biologische Station Gülpe der Universität Potsdam.

## Pflanzen- und Tierarten im Schutzgebiet
Die Naturschutzgebietsverordnung führt die folgenden seltenen Pflanzenarten für das Schutzgebiet auf: Kanten-Lauch, Sumpf-Wolfsmilch, Lungen-Enzian, Gottes-Gnadenkraut, Echtes Tausendgüldenkraut, Sand-Strohblume, Wasserfeder, Sibirische Schwertlilie, Sumpf-Platterbse, Krebsschere, Ähriger Ehrenpreis, Langblättriger Ehrenpreis, Zungen-Hahnenfuß, Knöllchen-Steinbrech und Rentierflechte.
Es kommen die seltenen Säugetiere Braunes Langohr, Graues Langohr, Biber und Fischotter vor.
Unter den Vogelarten sind u. a. die Arten Uferschnepfe, Rotschenkel, Wiesenpieper, Grauammer, Rohrdommel, Weißstorch, Rotmilan, Schwarzmilan, Rohrweihe, Seeadler, Kranich, Kampfläufer, Wachtelkönig, Trauerseeschwalbe, Eisvogel, Neuntöter, Graugans, Waldsaatgans, Blässgans, Singschwan, Zwergschwan, Stockente, Löffelente, Großer Brachvogel und Kiebitz regelmäßig vorkommend.
Im Schutzgebiet sind die Amphibienarten Kreuzkröte, Knoblauchkröte, Moorfrosch, Kleiner Wasserfrosch, Zauneidechse,  Rotbauchunke und Kammmolch zu finden. Es kommen die Fischarten Rapfen, Steinbeißer, Flussneunauge, Schlammpeitzger, Meerneunauge und Bitterling vor.